# ووکرسن
ووکرسُن (به فرانسوی: Vaucresson) یک کمون (فرانسه) در فرانسه است که در او-دو-سن واقع شده‌است.

## خصوصیات
ووکرسِن ۳٫۰۸ کیلومترمربع مساحت و ۸٬۶۶۷ نفر (۲۰۱۷) جمعیت دارد.